# 黄荣良
黄荣良（1876年—20世纪？），字子诚，安徽无为人，清朝及中华民国政治人物，外交官。毕业于南京汇文书院，后任该校教授。后赴美国留学，先后入贝克大学、哥伦比亚大学。历任中华民国外交部佥事、外交部特派直隶交涉员、敌国财产管理局局长、外交部特派直隶交涉员、中华民国驻国际联盟代表等职务。曾参天津德租界、俄租界等多处天津租界的收回与交接工作。

## 生平
1906年，黄荣良美国留学毕业回国后，任职于驻英国公使馆二等通译官。1909年10月，任驻新西兰领事馆第一任领事，驻澳洲总领事。1912年署理澳大利亚总领事。1914年任外交部佥事，1914年任外交部特派直隶交涉员。
1917年3月14日，中国与德国绝交。3月16日，直隶交涉员黄荣良陪同中国政府代表、直隶全省警务处处长杨以德前往德国驻津领事署、德租界工部局办理接收事宜。3月17日，天津德租界收回后改名为天津特别一区并设管理局行使行政管理职能。黄荣良任天津特别一区管理局副局长，时任局长是杨以德。
1919年2月6日，直隶管理敌国人民财产事务分局成立，黄荣良出任局长。
1920年9月15日，时任直隶交涉员黄荣良陪同直隶警察厅长杨以德带领随员到天津俄租界接收，接管了由俄国领事移交了俄租界工部局卷宗、帐簿等资料。

## 黄荣良故居
黄荣良故居，是黄荣良在天津的居所，坐落于当时天津法租界的丰领事路（今赤峰道72号），是一座有意大利式外廊的折中主义建筑风格的法式洋房。2005年，黄荣良故居被列入第二批天津市历史风貌建筑，其历史风貌受到法规保护。而该建筑的新主张连志在其建筑内外装饰瓷片的行为涉嫌破坏文物并违反《天津历史风貌建筑保护条例》的规定。因此，黄荣良故居改建的瓷房子备受争议，而张连志对破坏文物的质疑和批评持否认态度。

## 延伸阅读
[在维基数据编辑]
 《游美同學錄·黃榮良》，出自《游美同學錄》